# Antoniówka Świerżowska
Antoniówka Świerżowska (prononciation : [antɔˈɲufka ɕfjɛrˈʐɔfska]) est un village polonais de la gmina de Maciejowice dans la powiat de Garwolin de la voïvodie de Mazovie dans le centre-est de la Pologne.
Il se situe à environ 2 kilomètres au sud de Maciejowice (siège de la gmina), 25 kilomètres au sud de Garwolin (siège de la powiat) et à 71 kilomètres au sud-est de Varsovie (capitale de la Pologne).
Le village possède approximativement une population de 420 habitants en 2006.

## Histoire
De 1975 à 1998, le village appartenait administrativement à la voïvodie de Siedlce.